# Marek Nowicki (fizyk)
Marek Nowicki – polski fizyk, dr hab. nauk fizycznych, profesor nadzwyczajny Instytutu Fizyki Doświadczalnej Wydziału Fizyki i Astronomii Uniwersytetu Wrocławskiego.

## Życiorys
W 1992 ukończył studia fizyczne na Uniwersytecie Wrocławskim, 10 grudnia 1996 obronił pracę doktorską Właściwości ultracienkich warstw srebra na różnych ścianach kryształu miedzi, 21 listopada 2006 habilitował się na podstawie pracy zatytułowanej Badanie form kryształów Pb przy użyciu skaningowego mikroskopu tunelowego. 9 sierpnia 2016 nadano mu tytuł profesora w zakresie nauk fizycznych. Pracował w Instytucie Fizyki na Wydziale Fizyki Technicznej Politechniki Poznańskiej.
Objął funkcję profesora nadzwyczajnego w Instytucie Fizyki Doświadczalnej na Wydziale Fizyki i Astronomii Uniwersytetu Wrocławskiego.